# Runder Platz
Koordinaten: 49° 35′ 22,4″ N, 34° 33′ 4,6″ O
Der Runde Platz (ukrainisch Кругла площа; russisch Круглая площадь) ist der bedeutendste Platz, Wahrzeichen und Zentrum der ukrainischen Stadt Poltawa und ein städtebauliches und architektonisches Denkmal von nationaler Bedeutung.

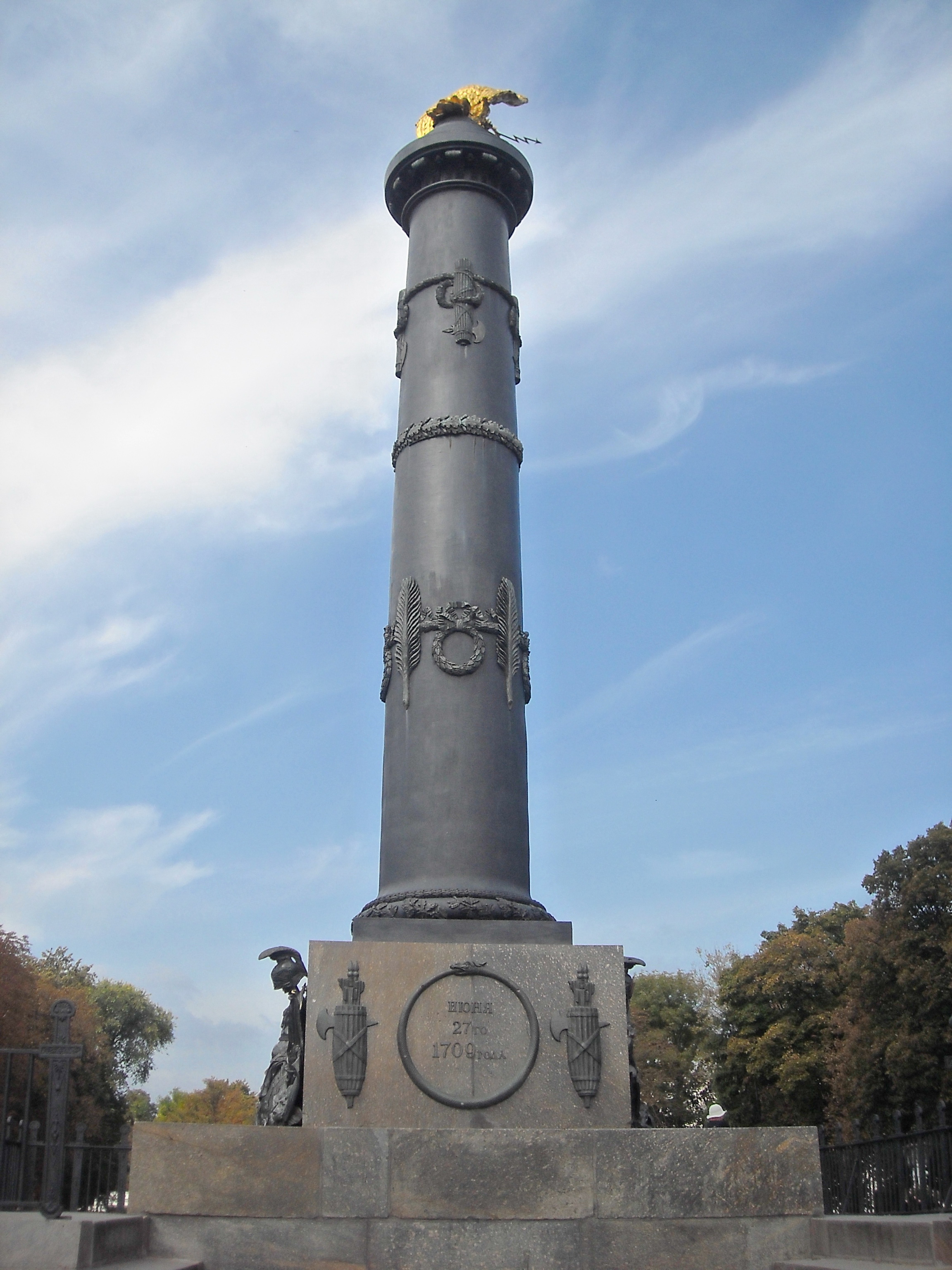
Ehrensäule im Zentrum des Platzes

Der Runde Platz wird gebildet von einem klassizistischen Ensemble um eine kreisförmige Fläche mit zentralem Park. Es handelt sich um eines der bedeutendsten architektonischen Ensembles des russischen provinziellen Klassizismus. Ursprünglich hieß der Platz Olexanderiwska (Олекса́ндрівська), nach dem russischen Kaiser Alexander I.
Die Grundlage des architektonischen Ensemble des Platzes mit einem Durchmesser von 345 m und einer Fläche von 93.500 m² liegt in den Jahren 1805–1841. In den Jahren 1840–1842 wurde der zentrale Teil des Platzes mit Bäumen bepflanzt und verwandelte sich so in einen Park mit einer Ringstraße und acht radialen Wegen, den Oktoberpark (Жовтневий парк). Unterhalb des Platzes befindet sich heute ein Einkaufszentrum.

## Ehrensäule
Im Zentrum des Platzes steht die über 16 Meter hohe Ehrensäule (Монумент Слави). Diese wurde in Erinnerung an den 100. Jahrestag der Schlacht bei Poltawa 1709 am 27. Juni 1811 eingeweiht. Die im Auftrag des damaligen Generalgouverneurs von Kleinrussland Alexei Kurakin vom Bildhauer Feodossi Fjodorowitsch Schtschedrin gefertigte Säule steht auf einem einer Festung nachempfundenen und mit 18 Kanonen versehenen Sockel aus hellgrauem Granit. Auf ihrer Spitze steht ein goldener Adler mit ausgebreiteten Flügeln, der einen Lorbeerzweig im Schnabel hält.